# Criots-Bâtard-Montrachet

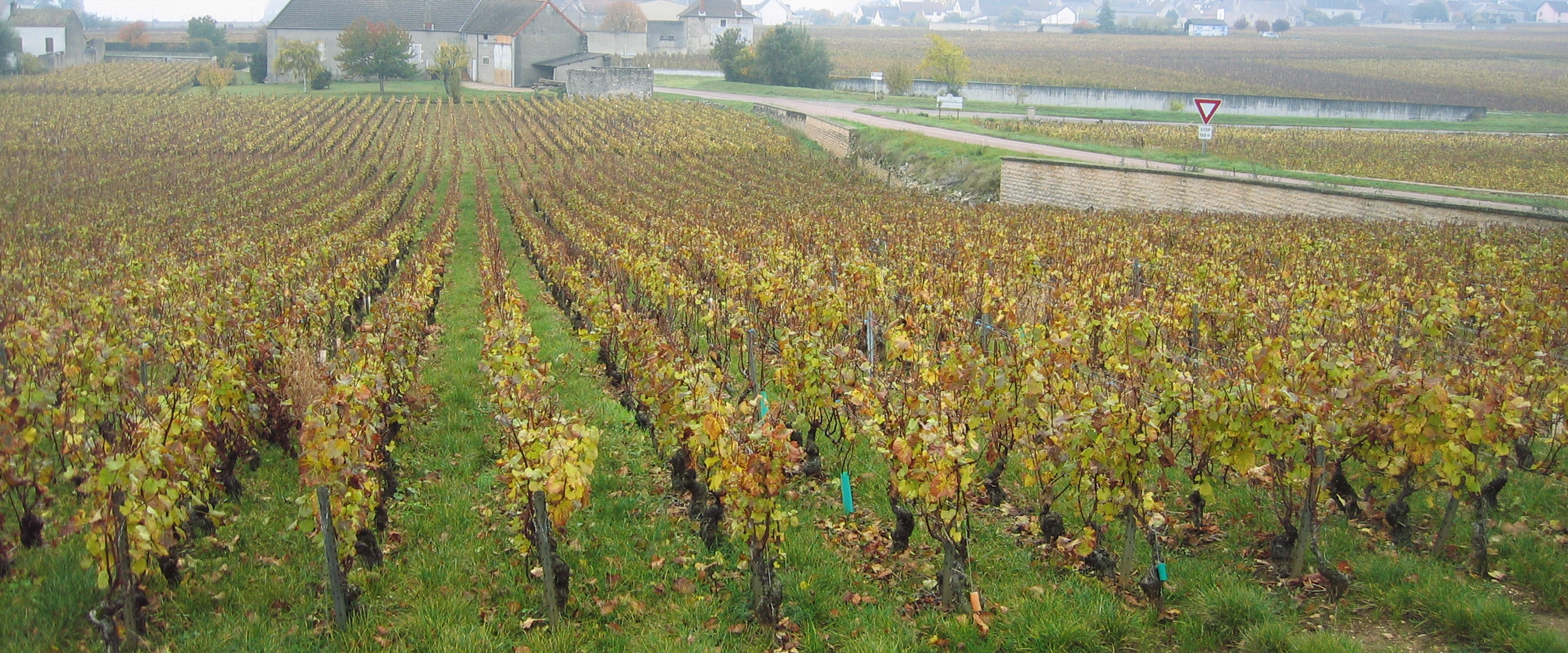
Criots-Bâtard-Montrachet im Herbst 2009

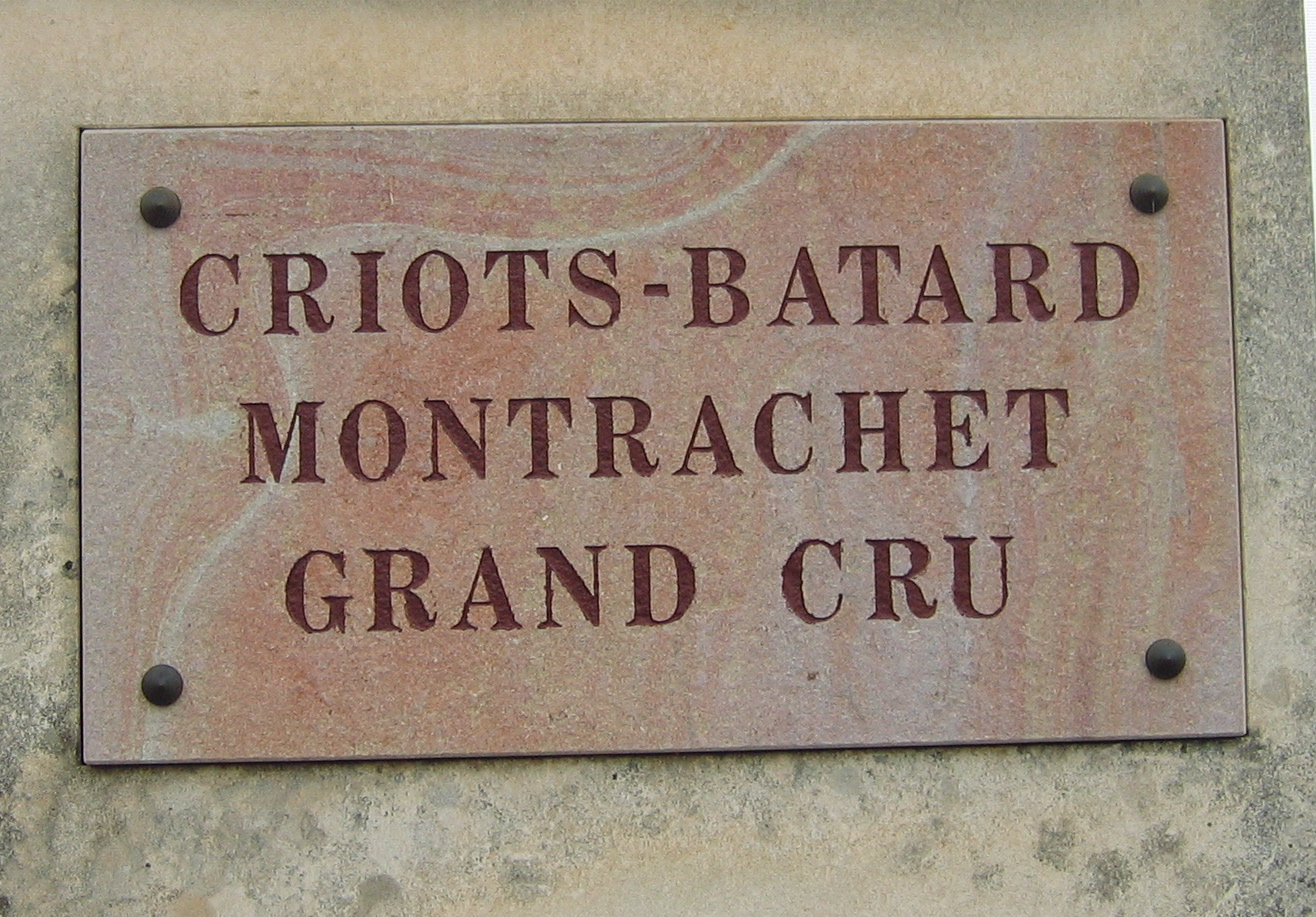
Ein Schild an der Begrenzungsmauer des Weinbergs Criots-Bâtard-Montrachet

Criots-Bâtard-Montrachet ist eine als Grand Cru eingestufte Weinlage an der Côte d’Or im französischen Burgund. Sie liegt in der Gemeinde Chassagne-Montrachet in der Côte de Beaune. Criots-Bâtard-Montrachet hat eine eigene Appellation und zählt mit einer Größe von 1,57 ha zu den kleinsten Appellation Frankreichs. Erzeugt wird ausschließlich Weißwein. Criots-Bâtard-Montrachet liegt südlich der Grand Cru Lage Bâtard-Montrachet, westlich und südlich schließt die Premier Cru Lage Blanchot Dessus und im Osten die Chassagne-Montrachet Village Lage En Journoblot an.

## Klima und Geologie
Die Weinlage Criots-Bâtard-Montrachet befindet sich auf einem Hang in 240 m Höhe über dem Meeresspiegel. Von Spätfrösten bleibt die Lage meist verschont. Das Klima wird dem burgundischen Übergangsklima zugerechnet, bei dem kontinentale Einflüsse gegenüber maritimen überwiegen. Der Chardonnay gedeiht in südlicher und südöstlicher Ausrichtung hervorragend.
Für die nördlich gelegene Stadt Dijon (316 m), galten zwischen 1961 und 1990 folgende Daten:
| Monat                                                               | Jan  | Feb  | Mär  | Apr  | Mai  | Jun  | Jul  | Aug  | Sep  | Okt  | Nov  | Dez  | Jahr  |
| ------------------------------------------------------------------- | ---- | ---- | ---- | ---- | ---- | ---- | ---- | ---- | ---- | ---- | ---- | ---- | ----- |
| Mittlere minimale Temperaturen °C                                   | −1   | 0,1  | 2,2  | 5    | 8,7  | 12   | 14,1 | 13,7 | 10,9 | 7,2  | 2,5  | −0,2 | 6,3   |
| Mittlere Temperaturen °C                                            | 1,6  | 3,6  | 6,5  | 9,8  | 13,7 | 17,2 | 19,7 | 19,1 | 16,1 | 11,3 | 5,6  | 2,3  | 10,5  |
| Mittlere maximale Temperaturen °C                                   | 4,2  | 7    | 10,8 | 14,7 | 18,7 | 22,4 | 25,3 | 24,5 | 21,3 | 15,5 | 8,6  | 4,8  | 14,8  |
| Mittlere monatliche Niederschlagsmenge (mm)                         | 49,2 | 52,5 | 52,8 | 52,2 | 86,3 | 62,4 | 51   | 65,4 | 66,6 | 57,6 | 64,2 | 62   | 732,2 |
| Quelle: Archives climatologiques mensuelles - für Dijon (1961–1990) |      |      |      |      |      |      |      |      |      |      |      |      |       |

Im Jahr 2007 galt:
| Monat                                                             | Jan | Feb | Mär | Apr  | Mai  | Jun  | Jul  | Aug  | Sep  | Okt  | Nov | Dez | Jahr |
| ----------------------------------------------------------------- | --- | --- | --- | ---- | ---- | ---- | ---- | ---- | ---- | ---- | --- | --- | ---- |
| Mittlere Temperaturen °C                                          | 5,3 | 6,4 | 6,9 | 14,7 | 15,6 | 18,5 | 18,7 | 18,2 | 14,4 | 10,7 | 5,3 | 1,6 | 11,3 |
| Quelle: Mittlere Temperaturen am Messpunkt von Dijon im Jahr 2007 |     |     |     |      |      |      |      |      |      |      |     |     |      |

Im Jahr 2008 wurden folgende Daten erhoben:
| Monat                                                             | Jan | Feb | Mär | Apr | Mai  | Jun  | Jul  | Aug  | Sep  | Okt  | Nov | Dez | Jahr |
| ----------------------------------------------------------------- | --- | --- | --- | --- | ---- | ---- | ---- | ---- | ---- | ---- | --- | --- | ---- |
| Mittlere Temperaturen °C                                          | 3,8 | 4,7 | 6,3 | 9,1 | 15,8 | 17,8 | 19,9 | 18,6 | 13,8 | 10,3 | 6,4 | 2,1 | 10,7 |
| Quelle: Mittlere Temperaturen am Messpunkt von Dijon im Jahr 2008 |     |     |     |     |      |      |      |      |      |      |     |     |      |

Der Boden des Criots-Bâtard-Montrachet besteht im unteren Bereich aus einer dünnen Auflage aus braunem Kalkstein-Verwitterungsschutt. Die Reben müssen ihre Wurzeln in den Sockel aus dem Erdzeitalter des Bathonium treiben.

## Wein

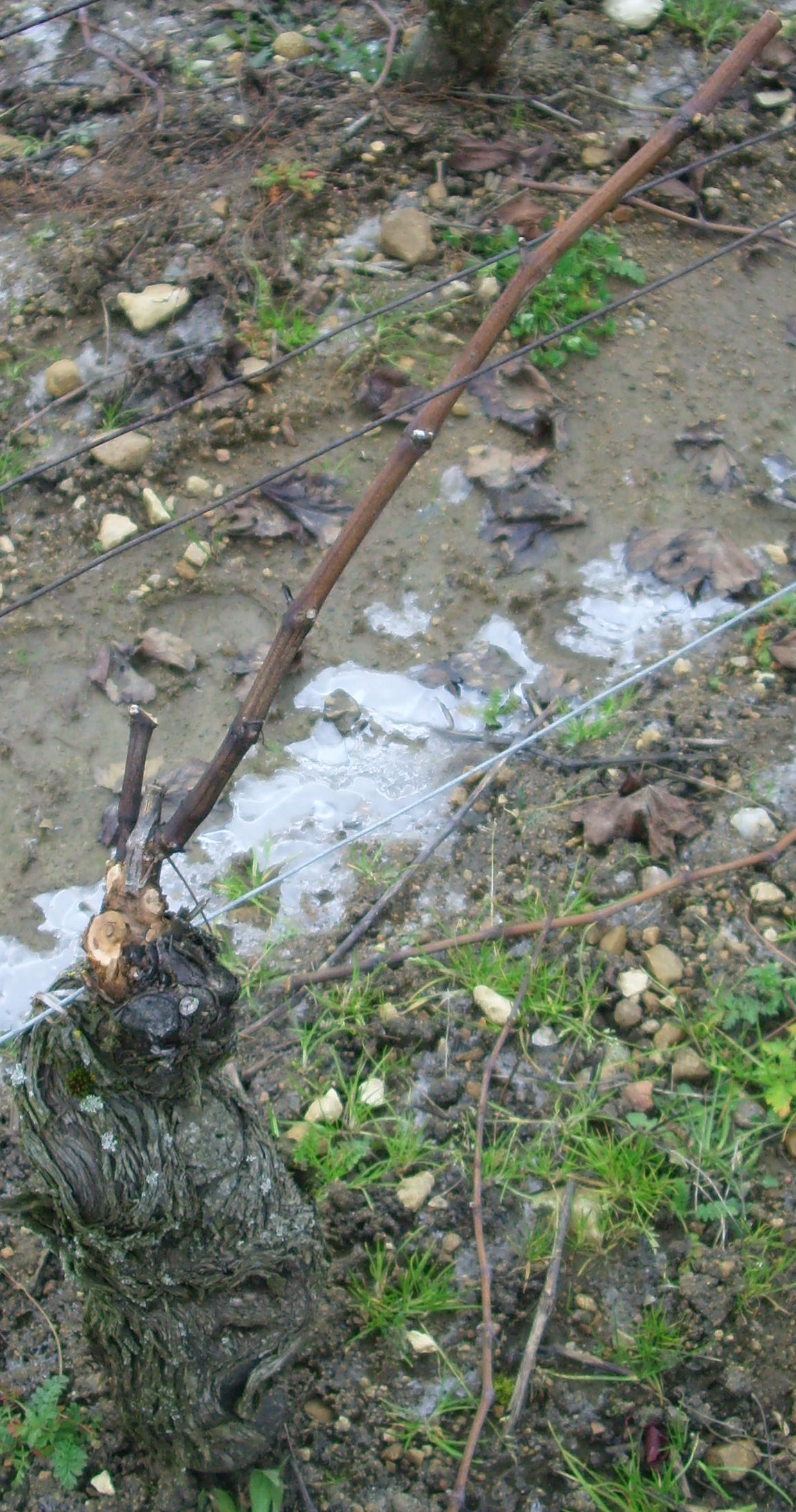
Als Reberziehung wird die in Frankreich méthode Guyot genannte Flachbogenerziehung vorgeschrieben.

Die Weißweine der Grand Cru Lage werden aus der Rebsorte Chardonnay gekeltert. Der natürliche Alkoholgehalt muss bei den Weißweinen mindestens 11,5 Vol.-% betragen. Die Chaptalisation ist – wie überall in Burgund – erlaubt. Das Mindest-Mostgewicht liegt bei 178 g/l. Der Basisertrag beträgt 40 Hektoliter je Hektar. Dieser darf maximal um 20 % überschritten werden.

## Produktionsmenge
Im Jahr 2008 wurden insgesamt 1,57 ha unter dem Namen Criots-Bâtard-Montrachet deklariert. Insgesamt 73 Hektoliter Weißwein wurden erzeugt. Dies entspricht weniger als 10.000 Flaschen.

## Hersteller und Besitzer
Im Unterschied zum Weingebiet Bordeaux sind die Rebflächen durch Anwendung der Erbfolge sehr kleinteilig. Größter Eigner mit 0,61 ha war im Jahr 2008 das Haus Roger Bolland. Es folgten Richard Fontaine-Gagnard (0,33 ha), Jean-Marc Blain-Gagnard (0,21 ha), Charles Bonnefoy (0,20 ha, als Fassware vermarktet), D’Auvenay (0,06 ha), Hubert Lamy et Fils (0,05 ha) und Blondeau-Danne (0,05 ha).